# Жайсанбайський сільський округ
Жайсанба́йський сільський округ (каз. Жайсаңбай ауылдық округі, рос. Жайсанбайский сельский округ) — адміністративна одиниця у складі Іргізького району Актюбінської області Казахстану. Адміністративний центр та єдиний населений пункт — село Жайсанбай.
Населення — 461 особа (2021; 535 у 2009, 501 у 1999, 544 у 1989).
Станом на 1989 рік село Жансайбай перебувало у складі Таупської сільської ради. 2008 року заради створення нового округу була передана територія Тауіпського сільського округу площею 2087,80 км² та населеним пунктом Жайсанбай згідно з рішенням масліхату Актюбінської області від 26 березня 2008 року № 58 та постановою акімату Актюбінської області від 26 березня 2008 року № 81.